# WTA International Tournaments
WTA International Tournaments, oficiálně International, byla tenisová kategorie ženského profesionálního okruhu WTA Tour, hraná v letech 2009–2020. Na okruhu nahradila kategorie Tier III a Tier IV. Vítězky dvouhry a čtyřhry do žebříčku WTA získávaly 280 bodů. V sezóně 2021 byla po vzoru kategorií mužského okruhu přejmenována na WTA 250. Kvalitativně vyšší kategorie Tier I a Tier II byly v roce 2009 sloučeny do kategorie Premier, která se v sezóně 2021 rozdělila na WTA 500 a WTA 1000.

## Historie
| Turnaje dle dotace | Turnaje dle dotace |
| Dotace             | Prize money        |
| ------------------ | ------------------ |
| 750 000 USD        | 626 750 USD        |
| 500 000 USD        | 426 750 USD        |
| 250 000 USD        | 226 750 USD        |

Na každém turnaji s rozpočtem 250 tisíc dolarů mohla ve dvouhře startovat nejvýše jediná tenistka první světové desítky žebříčku WTA. Událost s dotací 750 tisíc dolarů opravňovaly start tří tenistek Top 10 a na turnaje s rozpočtem půl milionu dolarů měly přístup dvě hráčky elitní desítky. K roku 2014 se každá hráčka Top 10 směla během půl roku recipročně účastnit nejvýše jedné události kategorie International.

### 2016
V sezóně 2016 bylo odehráno 33 turnajů. Většina z nich disponovala rozpočtem 250 000 amerických dolarů. Pouze dotace událostí v Šen-čenu, Kao-siungu, Monterrey, Praze, a Tchian-ťinu činila 500 000 dolarů. Novými turnaji zařazenými do kategorie roku 2015 se staly Taiwan Open v Kao-siungu, travnatý Mallorca Open na Mallorce, Jiangxi International Women's Tennis Open v Nan-čchangu. Původně plánovaný turnaj v srpnovém termínu Louisville International Open, se sídlem v kentuckém Louisville, byl vyřazen po potížích s organizací zahrnující bankrot tenisového klubu Professional Tennis LLC a rezignaci ředitele, s výhledem konání v roce 2017.

### 2018
V sezóně 2018 došlo k vyřazení båstadského Ericsson Open. Místo něj byl založen Moscow River Cup, hraný na moskevské antuce. Stal se tak třetí ruskou událostí v dané sezóně. Ukončen byl rovněž únorový Malaysian Open hraný v Kuala Lumpuru. Dějiště tokijského Japan Women's Open pak bylo přesunuto do Hirošimy a švýcarský Ladies Open se přestěhoval z Bielu jižněji do Lugana.

### 2019
V poslední úplně odehrané sezóně 2019 kategorie obsahovala 33 turnajů hraných vyřazovacím systémem pavouka. Turnaje byly určeny pro 32 či 28 singlistek dvouhry, 16 párů čtyřhry v hlavní soutěži a 16, 24 či 32 hráček kvalifikace dvouhry. Standardní rozpočet činil 250 000 amerických dolarů. Výjimkou byl lednový Shenzhen Open v čínském Šen-čenu, zahajovací turnaj kategorie, jenž se stal v roce 2017 prvním v historii s dotací 750 000 dolarů. Navýšeným rozpočtem 500 tisíc dolarů disponovaly Hong Kong Open a Tianjin Open v Tchien-ťinu.
Na turnajové listině byl únorový Taiwan Open v Tchaj-peji nahrazen thajským Thailand Open, probíhajícím v Chua Chinu. Po jednom odehraném ročníku antukového Moscow River Cupu přemístili moskevští držitelé pořadatelských práv turnaj do lotyšského lázeňského města Jūrmala a změnili název na Baltic Open. Poprvé v historii tak Lotyšsko získalo pořadatelství akce WTA Tour. V témže červencovém termínu s lotyšskou akcí se na túru vrátil turnaj Palermo Ladies Open, naposledy předtím konaný v roce 2013.
Nančchangský Jiangxi Open byl přesunut z července do první poloviny září. Rovněž ke změně místa konání došlo u švýcarského Swiss Open, který se organizátoři z Grand Chelem Event AG rozhodli po třech letech přemístit z Gstaadu do Lausanne.  Jako poslední byl v červnu 2019 do kalendáře zahrnut newyorský Bronx Open, který ve druhé polovině srpna nahradil zrušený Connecticut Open.

### 2020
Celková dotace turnajů před přerušením se zvýšila na 275 tisíc dolarů a prize money vzrostly na 251 750  dolarů. Sezónu 2020 ovlivnila pandemie koronaviru, která mezi březnem až srpnem způsobila její pětiměsíční přerušení a zmrazení žebříčků. Následkem toho došlo k přeložení a zrušení řady turnajů. Sezóna byla obnovena srpnovým Palermo Ladies Open, na nějž navázal dodatečně zařazený Prague Open. Poslední událostí kategorie se stal listopadový Upper Austria Ladies Linz.
Z nově plánových turnajů, halového Lyon Open, travnatého Bad Homburg Open a Albany Open na tvrdém povrchu, se odehrál jen první z nich v Lyonu. Rovněž degradovaný turnaj z kategorie Premier, travnatý Birmingham Classic, byl zrušen. Sezóna nakonec čítala pouze 13 událostí kategorie International.

## Turnajová listina
| Plánovaný kalendář 2020 kategorie International | Plánovaný kalendář 2020 kategorie International  | Plánovaný kalendář 2020 kategorie International | Plánovaný kalendář 2020 kategorie International | Plánovaný kalendář 2020 kategorie International | Plánovaný kalendář 2020 kategorie International |
| Turnaj                                          | komerční název                                   | místo                                           | země                                            | povrch                                          | dějiště                                         |
| ----------------------------------------------- | ------------------------------------------------ | ----------------------------------------------- | ----------------------------------------------- | ----------------------------------------------- | ----------------------------------------------- |
| Auckland                                        | ASB Classic                                      | Auckland                                        | Nový Zéland                                     | tvrdý                                           | ASB Tennis Centre                               |
| Šen-čen                                         | Shenzhen Open                                    | Šen-čen                                         | Čína                                            | tvrdý                                           | Shenzhen Longgang Tennis Center                 |
| Hobart                                          | Hobart International                             | Hobart                                          | Austrálie                                       | tvrdý                                           | Hobart International Tennis Centre              |
| Acapulco                                        | Abierto Mexicano TELCEL presented by HSBC        | Acapulco                                        | Mexiko                                          | tvrdý                                           | Fairmont Acapulco Princess                      |
| Chua Chin                                       | Toyota Thailand Open presented byE@              | Chua Chin                                       | Thajsko                                         | tvrdý                                           | True Arena Hua Hin                              |
| Monterrey                                       | Abierto Monterrey Afirme presented by Mastercard | Monterrey                                       | Mexiko                                          | tvrdý                                           | Club Sonoma                                     |
| Lyon                                            | Open 6ème Sens – Métropole de Lyon               | Lyon                                            | Francie                                         | tvrdý (h)                                       | Palais des Sports de Gerland                    |
| Bogota                                          | Claro Open Colsanitas                            | Bogota                                          | Kolumbie                                        | antuka                                          | Centro de Alto Rendimiento                      |
| Rabat                                           | Grand Prix De SAR La Princesse Lalla Meryem      | Rabat                                           | Maroko                                          | antuka                                          | Club des Cheminots                              |
| Praha                                           | J&T Banka Prague Open                            | Praha                                           | Česko                                           | antuka                                          | TK Sparta Praha                                 |
| Štrasburk                                       | Internationaux de Strasbourg                     | Štrasburk                                       | Francie                                         | antuka                                          | Strasbourg Tennis Club                          |
| Nottingham                                      | Nature Valley Open                               | Nottingham                                      | Velká Británie                                  | tráva                                           | Nottingham Tennis Centre                        |
| 's-Hertogenbosch                                | Libéma Open                                      | 's-Hertogenbosch                                | Nizozemsko                                      | tráva                                           | Autotron Rosmalen                               |
| Bad Homburg                                     | Bad Homburg Open                                 | Bad Homburg                                     | Německo                                         | tráva                                           |                                                 |
| Birmingham                                      | Nature Valley Classic                            | Birmingham                                      | Spojené království                              | tráva                                           | Edgbaston Priory Club                           |
| Bukurešť                                        | Bucharest Open                                   | Bukurešť                                        | Rumunsko                                        | antuka                                          | Arenele BNR                                     |
| Lausanne                                        | Ladies Championship Lausanne                     | Lausanne                                        | Švýcarsko                                       | antuka                                          |                                                 |
| Jūrmala                                         | Baltic Open                                      | Jūrmala                                         | Lotyšsko                                        | antuka                                          |                                                 |
| Palermo                                         | Palermo Ladies Open                              | Palermo                                         | Itálie                                          | antuka                                          | Country Time Club                               |
| Istanbul                                        | TEB BNP Paribas Istanbul Cup                     | Istanbul                                        | Turecko                                         | tvrdý                                           | Koza World of Sport                             |
| Washington, D.C.                                | Citi Open                                        | Washington, D.C.                                | USA                                             | tvrdý                                           | William H.G. FitzGerald Tennis Center           |
| Albany                                          | Albany Open                                      | Albany                                          | USA                                             | tvrdý                                           |                                                 |
| Hirošima                                        | Hana-cupid Japan Women's Open                    | Hirošima                                        | Japonsko                                        | tvrdý                                           | Regional Park Tennis Stadium                    |
| Nan-čchang                                      | Jiangxi Open                                     | Nan-čchang                                      | Čína                                            | tvrdý                                           | Mezinárodní sportovní centrum Nan-čchang        |
| Soul                                            | Korea Open Tennis                                | Soul                                            | Jižní Korea                                     | tvrdý                                           | Seoul Olympic Park Tennis Center                |
| Kanton                                          | Guangzhou Open                                   | Kanton                                          | Čína                                            | tvrdý                                           | Mezinárodní tenisové centrum                    |
| Hongkong                                        | Prudential Hong Kong Tennis Open                 | Hongkong                                        | Čína                                            | tvrdý                                           | Victoria Park                                   |
| Tchien-ťin                                      | Tianjin Open                                     | Tchien-ťin                                      | Čína                                            | tvrdý                                           | Mezinárodní tenisové centrum                    |
| Lucemburk                                       | BGL BNP PARIBAS Luxembourg Open                  | Lucemburk                                       | Lucembursko                                     | tvrdý (h)                                       | CK Sport Center, Kockelscheuer                  |
| Linec                                           | Upper Austria Ladies Linz                        | Linec                                           | Rakousko                                        | tvrdý (h)                                       | TipsArena Linz                                  |

## Vyřazené turnaje před závěrečnou sezónou
| Vyřazené turnaje kategorie International 2009–2019 | Vyřazené turnaje kategorie International 2009–2019 | Vyřazené turnaje kategorie International 2009–2019 | Vyřazené turnaje kategorie International 2009–2019 | Vyřazené turnaje kategorie International 2009–2019 | Vyřazené turnaje kategorie International 2009–2019 | Vyřazené turnaje kategorie International 2009–2019 | Vyřazené turnaje kategorie International 2009–2019 |
| Turnaj                                             | komerční název                                     | místo                                              | země                                               | povrch                                             | počet                                              | období                                             |                                                    |
| -------------------------------------------------- | -------------------------------------------------- | -------------------------------------------------- | -------------------------------------------------- | -------------------------------------------------- | -------------------------------------------------- | -------------------------------------------------- | -------------------------------------------------- |
| Ponte Vedra Beach                                  | MPS Group Championships                            | Ponte Vedra Beach                                  | USA                                                | antuka (zelená)                                    | 32/16                                              | 2009–2010                                          |                                                    |
| Portorož                                           | Banka Koper Slovenia Open                          | Portorož                                           | Slovinsko                                          | tvrdý                                              | 32/16                                              | 2009–2010                                          |                                                    |
| Brisbane                                           | Brisbane International                             | Brisbane                                           | Austrálie                                          | tvrdý                                              | 32/16                                              | 2009–2011                                          |                                                    |
| Marbella                                           | Andalucia Tennis Experience                        | Marbella                                           | Španělsko                                          | antuka                                             | 32/16                                              | 2009–2011                                          |                                                    |
| Bali                                               | WTA Tournament of Champions                        | Bali                                               | Indonésie                                          | tvrdý (h)                                          | 8                                                  | 2009–2011                                          |                                                    |
| Barcelona                                          | Barcelona Ladies Open                              | Barcelona                                          | Španělsko                                          | antuka                                             | 32/16                                              | 2009–2012                                          |                                                    |
| Kodaň                                              | e-Boks Open                                        | Kodaň                                              | Dánsko                                             | tvrdý (h)                                          | 32/16                                              | 2010–2012                                          |                                                    |
| Dallas                                             | Texas Tennis Open                                  | Dallas                                             | USA                                                | tvrdý                                              | 32/16                                              | 2011–2012                                          |                                                    |
| Memphis                                            | U.S. National Indoor Tennis Championships          | Memphis                                            | USA                                                | tvrdý (h)                                          | 32/16                                              | 2009–2013                                          |                                                    |
| Birmingham                                         | Birmingham Classic                                 | Birmingham                                         | Spojené království                                 | tráva                                              | 56/16                                              | 2009–2013                                          |                                                    |
| Estoril                                            | Portugal Open                                      | Estoril                                            | Portugalsko                                        | antuka                                             | 32/16                                              | 2009–2014                                          |                                                    |
| Sofie                                              | WTA Tournament of Champions                        | Sofie                                              | Bulharsko                                          | tvrdý (h)                                          | 8                                                  | 2012–2014                                          |                                                    |
| Pattaya                                            | PTT Thailand Open                                  | Pattaya                                            | Thajsko                                            | tvrdý                                              | 32/16                                              | 2009–2015                                          |                                                    |
| Baku                                               | Baku Cup                                           | Baku                                               | Ázerbájdžán                                        | tvrdý                                              | 32/16                                              | 2011–2015                                          |                                                    |
| Bad Gastein                                        | Gastein Ladies                                     | Bad Gastein                                        | Rakousko                                           | antuka                                             | 32/16                                              | 2009–2015                                          |                                                    |
| Rio de Janeiro                                     | Rio de Janeiro Open                                | Rio de Janeiro                                     | Brazílie                                           | antuka                                             | 32/16                                              | 2014–2016                                          |                                                    |
| Florianópolis                                      | Brasil Tennis Cup                                  | Florianópolis                                      | Brazílie                                           | tvrdý                                              | 32/16                                              | 2013–2016                                          |                                                    |
| Katovice                                           | Katowice Open                                      | Katovice                                           | Polsko                                             | tvrdý (h)                                          | 32/16                                              | 2013–2016                                          |                                                    |
| Båstad                                             | Ericsson Open                                      | Båstad                                             | Švédsko                                            | antuka                                             | 32/16                                              | 2009–2017                                          |                                                    |
| Kuala Lumpur                                       | Malaysian Open                                     | Kuala Lumpur                                       | Malajsie                                           | tvrdý                                              | 32/16                                              | 2010–2017                                          |                                                    |
| Tchaj-pej                                          | Taiwan Open                                        | Tchaj-pej                                          | Čínská Tchaj-pej                                   | tvrdý                                              | 32/16                                              | 2016–2018                                          |                                                    |
| Moskva                                             | Moscow River Cup presented by INGRAD               | Moskva                                             | Rusko                                              | antuka                                             | 32/16                                              | 2018                                               |                                                    |
| Budapešť                                           | Hungarian Ladies Open                              | Budapešť                                           | Maďarsko                                           | tvrdý (h)                                          | 32/16                                              | 2009–2013 2017–2019                                |                                                    |
| Lugano                                             | Samsung Open presented by Corner                   | Lugano                                             | Švýcarsko                                          | tvrdý (h)                                          | 32/16                                              | 2017–2019                                          |                                                    |
| Norimberk                                          | NÜRNBERGER Versicherungs Cup                       | Norimberk                                          | Německo                                            | antuka                                             | 32/16                                              | 2013–2019                                          |                                                    |
| Québec                                             | COUPE BANQUE NATIONALE présentée par Mazda         | Québec                                             | Kanada                                             | koberec (h)                                        | 32/16                                              | 2009–2018                                          |                                                    |
| Taškent                                            | Tashkent Open                                      | Taškent                                            | Uzbekistán                                         | tvrdý                                              | 32/16                                              | 2009–2019                                          |                                                    |
| Mallorca                                           | Mallorca Open                                      | Mallorca                                           | Španělsko                                          | tráva                                              | 32/16                                              | 2016–2019                                          |                                                    |
| Bronx, New York                                    | N.Y.J.T.L. Bronx Open                              | New York                                           | USA                                                | tvrdý                                              | 30/16                                              | 2019                                               |                                                    |

## Rozpis zisku bodů v kategorii WTA International
Za postup do příslušného kola získala tenistka předem stanovený počet bodů. Tabulka uvádí přidělované body hráčkám na turnajích okruhu WTA Tour za jednotlivá kola.
| International (32S, 48/32Q) | 280 | 180 | 110 | 60 | 30 | 1 | 18 | 14 | 10 | 1 |
| International (32S, 24/16Q) | 280 | 180 | 110 | 60 | 30 | 1 | 18 | —  | 12 | 1 |
| International (32S, 8Q) | 280 | 180 | 110 | 60 | 30 | 1 | 18 | —  | —  | 1 |
| International (16D) | 280 | 180 | 110 | 60 | 1  | — | —  | —  | —  | — |
| QV – vítězka kvalifikace, Q1–3 – 1. až 3. kolo kvalifikace, (xS/Q/D) – „x“ počet hráček v soutěži dvouhry/kvalifikace/čtyřhry) |     |     |     |    |    |   |    |    |    |   |

## Galerie

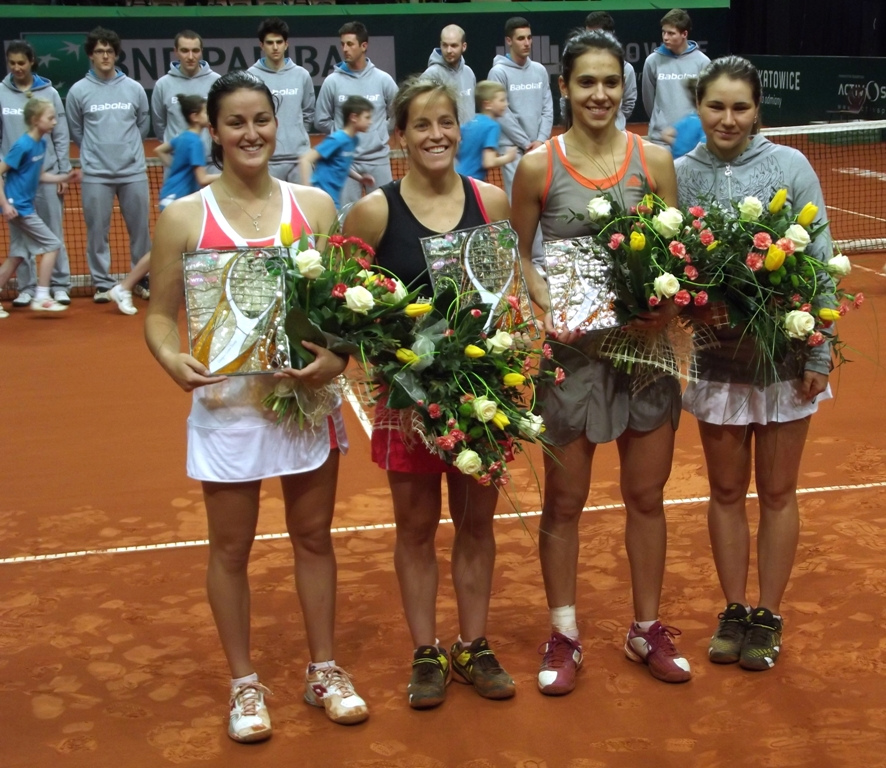
Vítězky  čtyřhry Katowice Open 2013 Lara Arruabarrenová s Lourdes Domínguezovou Linovou a finalistky Raluca Olaruová s Valerijí Solovjovovou
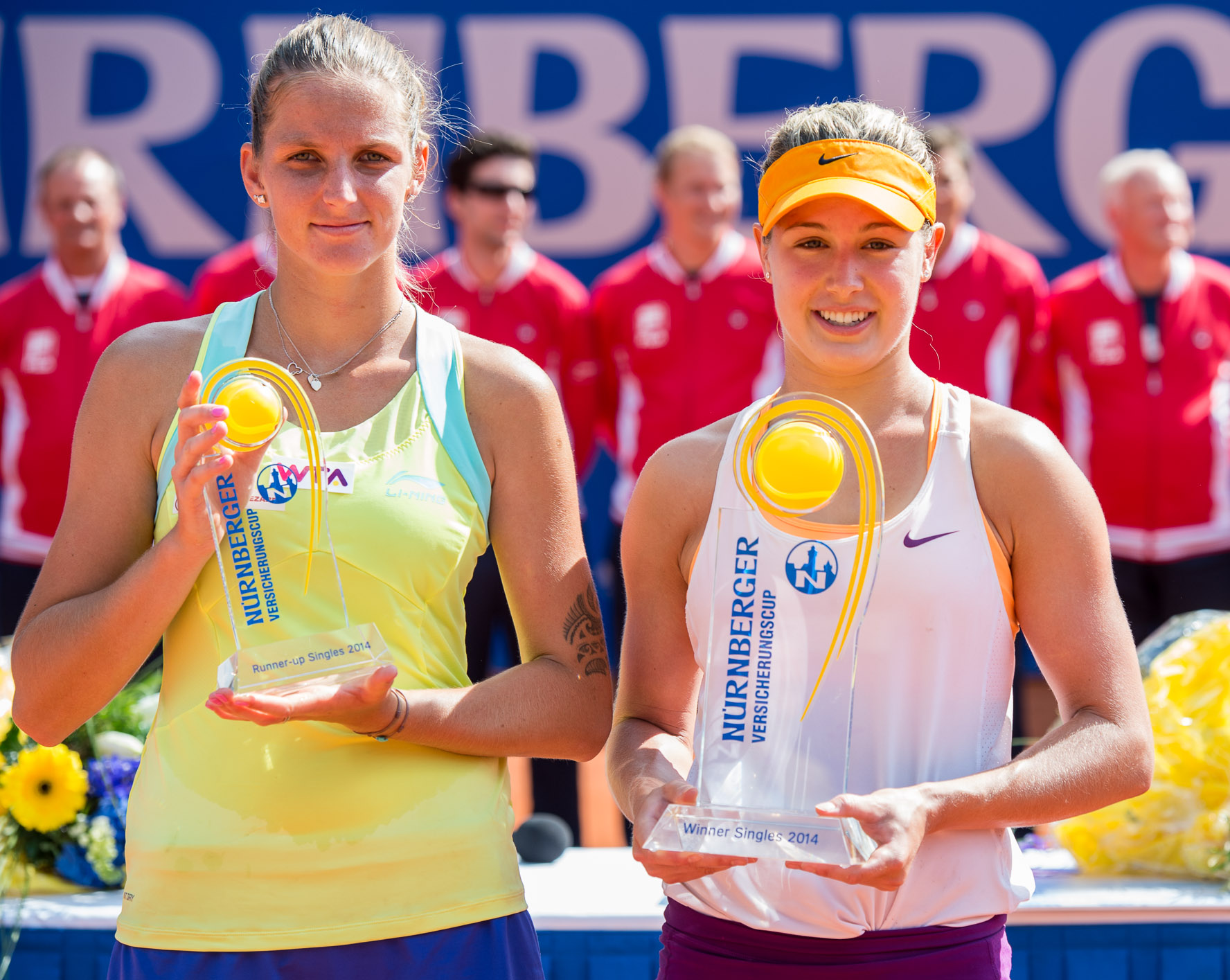
Finalistka Karolína Plíšková a vítězka Eugenie Bouchardová na norimberském turnaji 2014
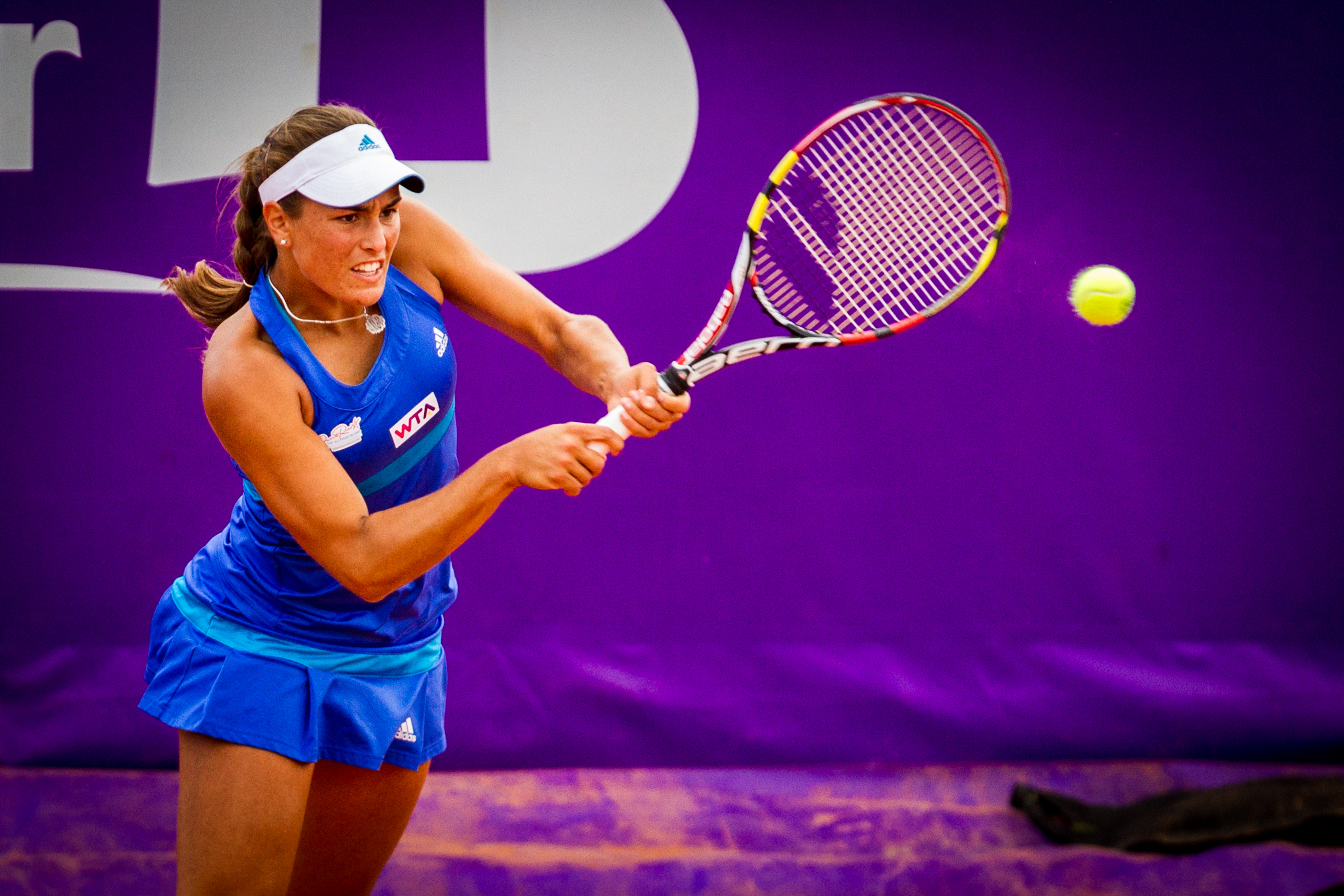
Vítězná Mónica Puigová ve finále štrasburského turnaje 2014
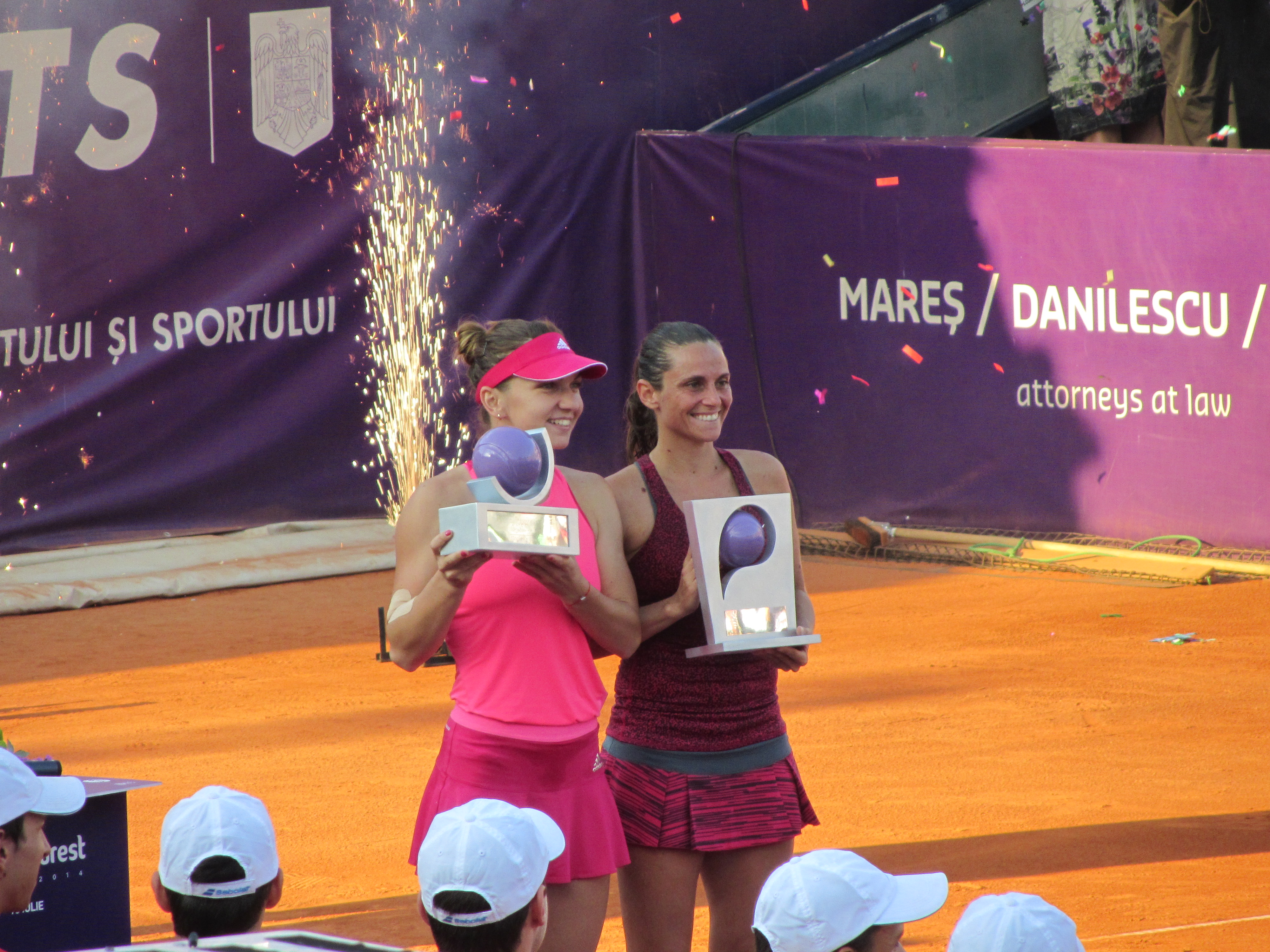
Vítězka Simona Halepová a finalistka Roberta Vinciová na bukurešťském turnaji 2014
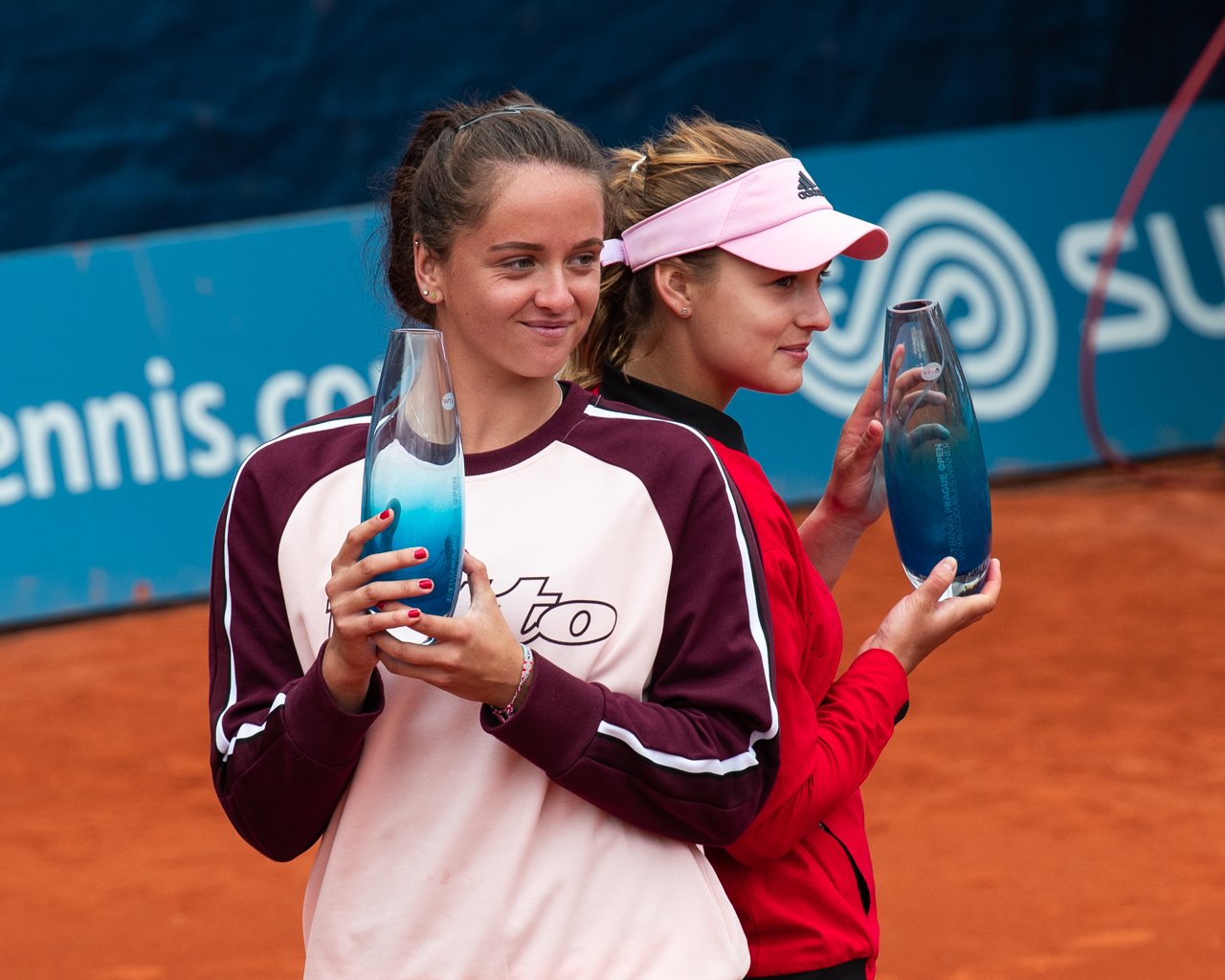
Vítězky čtyřhry  Prague Open 2019, Anna Kalinská a Viktória Kužmová